# Jaime Magalhães
Jaime Fernandes Magalhães (ur. 10 lipca 1962 w Porto) – piłkarz portugalski grający na pozycji bocznego pomocnika.

## Kariera klubowa
Karierę piłkarską Magalhães rozpoczął w jednym z czołowych klubów Portugalii, FC Porto. W sezonie 1980/1981 zadebiutował w portugalskiej Primeira Divisão. Już w sezonie 1981/1982 stał się członkiem wyjściowego składu Porto i wtedy też został wicemistrzem Portugalii. W 1984 roku także był z Porto drugi w lidze, zdobył Puchar Portugalii oraz wystąpił w finale Pucharu Zdobywców Pucharów, przegranym przez Porto 1:2 z Juventusem. Z kolei w 1985 i 1986 roku wywalczył swoje dwa pierwsze tytuły mistrza kraju. W 1987 roku wygrał z Porto Pucharu Mistrzów (grał w wygranym 2:1 finale z Bayernem Monachium). W tym samym roku wywalczył także Superpuchar Europy i Puchar Interkontynentalny. W 1988 roku sięgnął z Porto po dublet, w 1990 roku po mistrzostwo, a w 1991 po Puchar Portugalii. W latach 1992, 1993 i 1995 jeszcze trzykrotnie był mistrzem kraju, a w 1994 roku zdobył kolejny krajowy puchar. W 1995 roku Magalhães odszedł do Leça FC i po roku gry w tym klubie zakończył karierę.
| Sezon   | Klub     | Kraj       | Rozgrywki        | Mecze | Bramki |
| ------- | -------- | ---------- | ---------------- | ----- | ------ |
| 1980/81 | FC Porto | Portugalia | Primeira Divisão | 9     | 3      |
| 1981/82 | FC Porto | Portugalia | Primeira Divisão | 24    | 2      |
| 1982/83 | FC Porto | Portugalia | Primeira Divisão | 8     | 0      |
| 1983/84 | FC Porto | Portugalia | Primeira Divisão | 25    | 4      |
| 1984/85 | FC Porto | Portugalia | Primeira Divisão | 28    | 11     |
| 1985/86 | FC Porto | Portugalia | Primeira Divisão | 8     | 0      |
| 1986/87 | FC Porto | Portugalia | Primeira Divisão | 21    | 1      |
| 1987/88 | FC Porto | Portugalia | Primeira Divisão | 35    | 5      |
| 1988/89 | FC Porto | Portugalia | Primeira Divisão | 15    | 0      |
| 1989/90 | FC Porto | Portugalia | Primeira Divisão | 26    | 2      |
| 1990/91 | FC Porto | Portugalia | Primeira Divisão | 22    | 0      |
| 1991/92 | FC Porto | Portugalia | Primeira Divisão | 22    | 2      |
| 1992/93 | FC Porto | Portugalia | Primeira Divisão | 23    | 0      |
| 1993/94 | FC Porto | Portugalia | Primeira Divisão | 9     | 0      |
| 1994/95 | FC Porto | Portugalia | Primeira Divisão | 1     | 0      |
| 1995/96 | Leça FC  | Portugalia | Primeira Divisão | 4     | 0      |

## Kariera reprezentacyjna
W reprezentacji Portugalii Magalhães zadebiutował 18 listopada 1981 roku w wygranym 2:1 meczu eliminacji do Mistrzostw Świata 1982 ze Szkocją. W 1986 roku został powołany przez selekcjonera Joségo Augusta Torresa do kadry na Mistrzostwa Świata w Meksyku, gdzie zagrał w dwóch meczach swojej drużyny: z Polską (0:1) i z Marokiem (1:3). Od 1981 do 1993 roku rozegrał w kadrze narodowej 20 meczów.